# Jasenice (přírodní památka)
Jasenice je přírodní památka na východním okraji obce Jasenice v okrese Vsetín. Oblast spravuje Krajský úřad Zlínského kraje.

## Předmět ochrany
Důvodem ochrany je opuštěný z části zatopený vytěžený vápencový lom, který je paleontologické naleziště. Lom je oplocený a pro veřejnost (kromě ohlášených návštěv) nepřístupný.
Území je významnou paleontologickou lokalitou světového významu, na které se vyskytuje řada zástupců fauny od korálů, mlžů, plžů a polypovců. Lokalita je významná i pro současnou ochranu přírody. Z chráněných druhů se zde vyskytuje například rak říční (Astacus astacus).

## Galerie

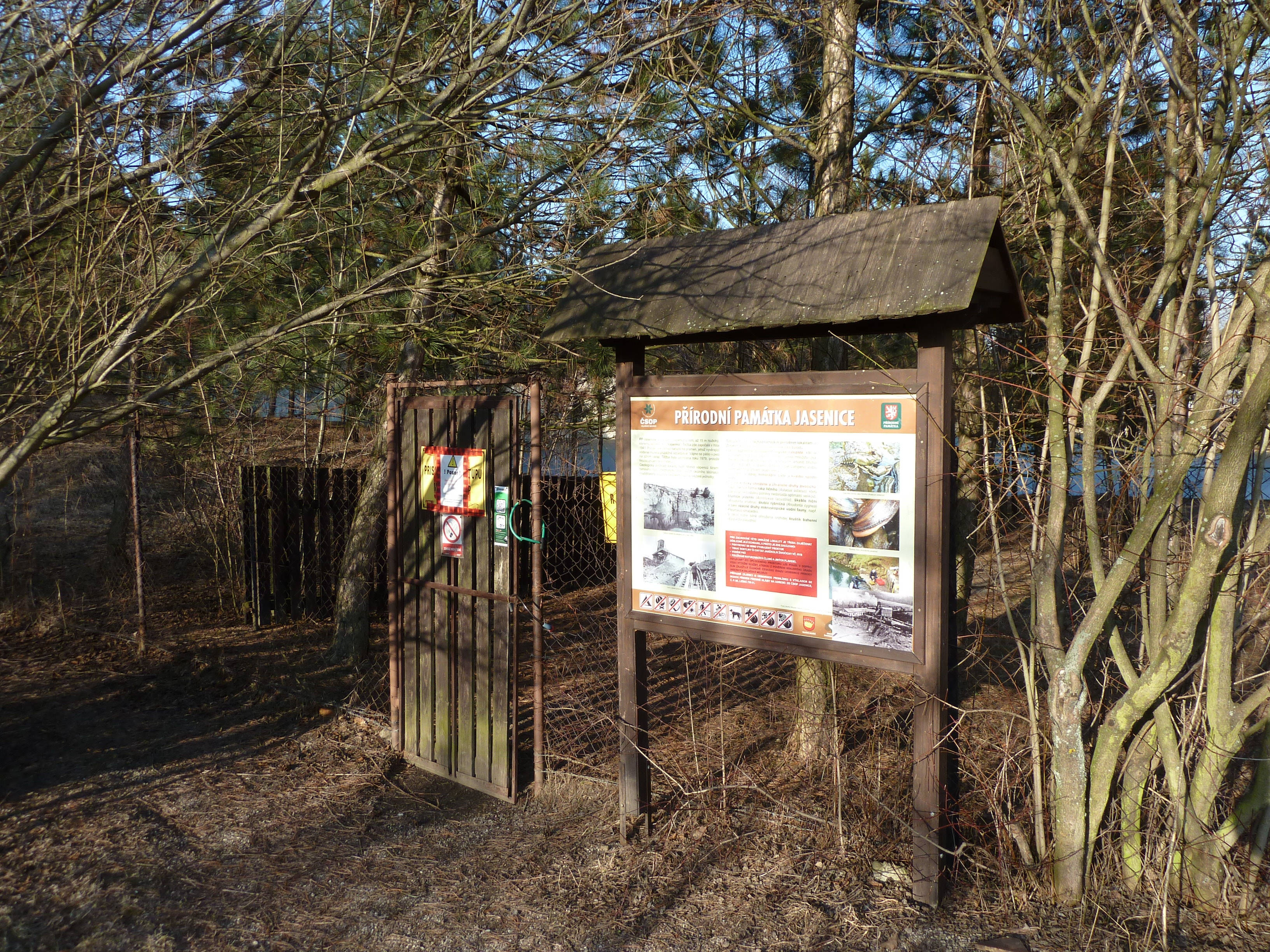
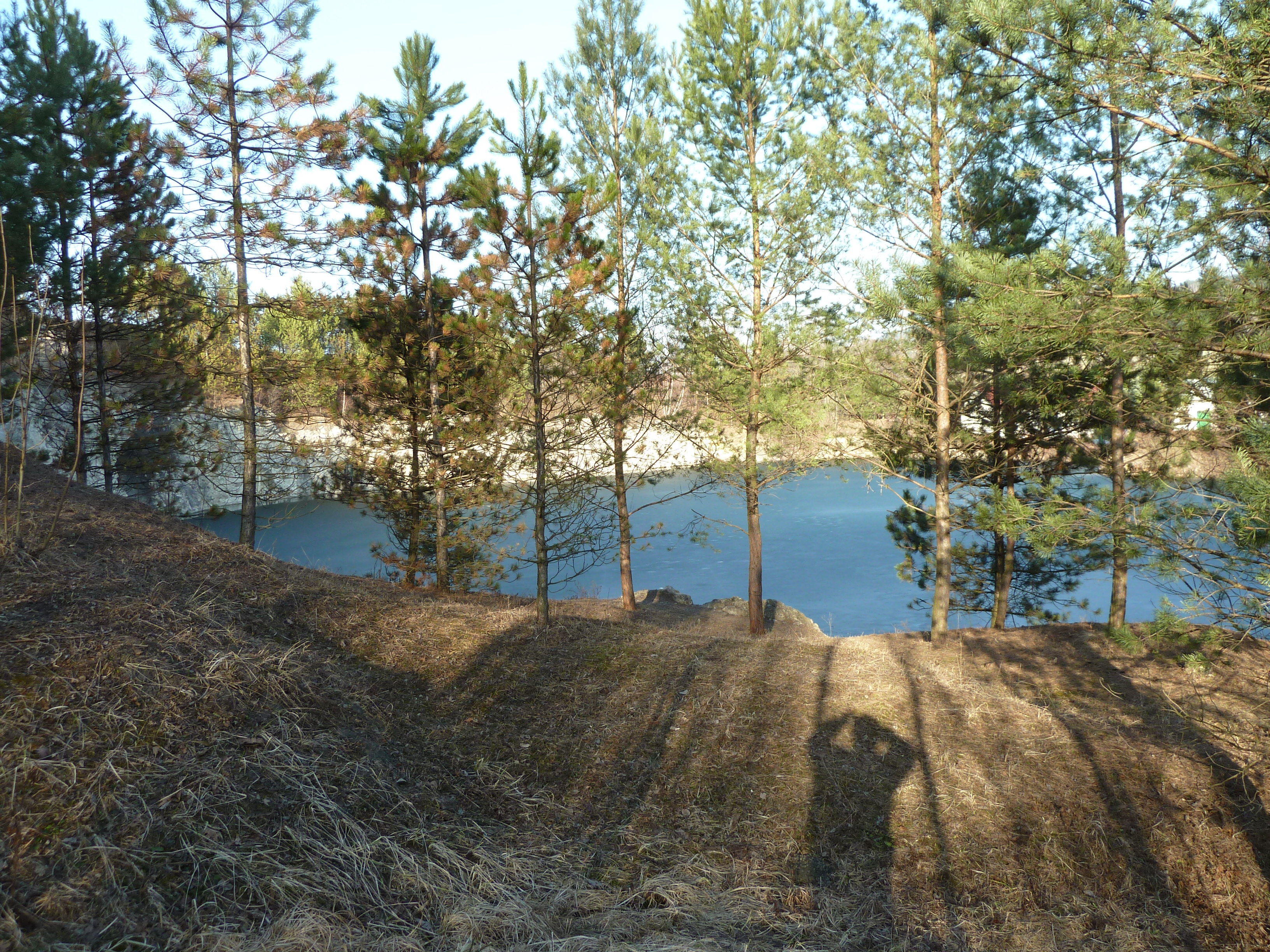
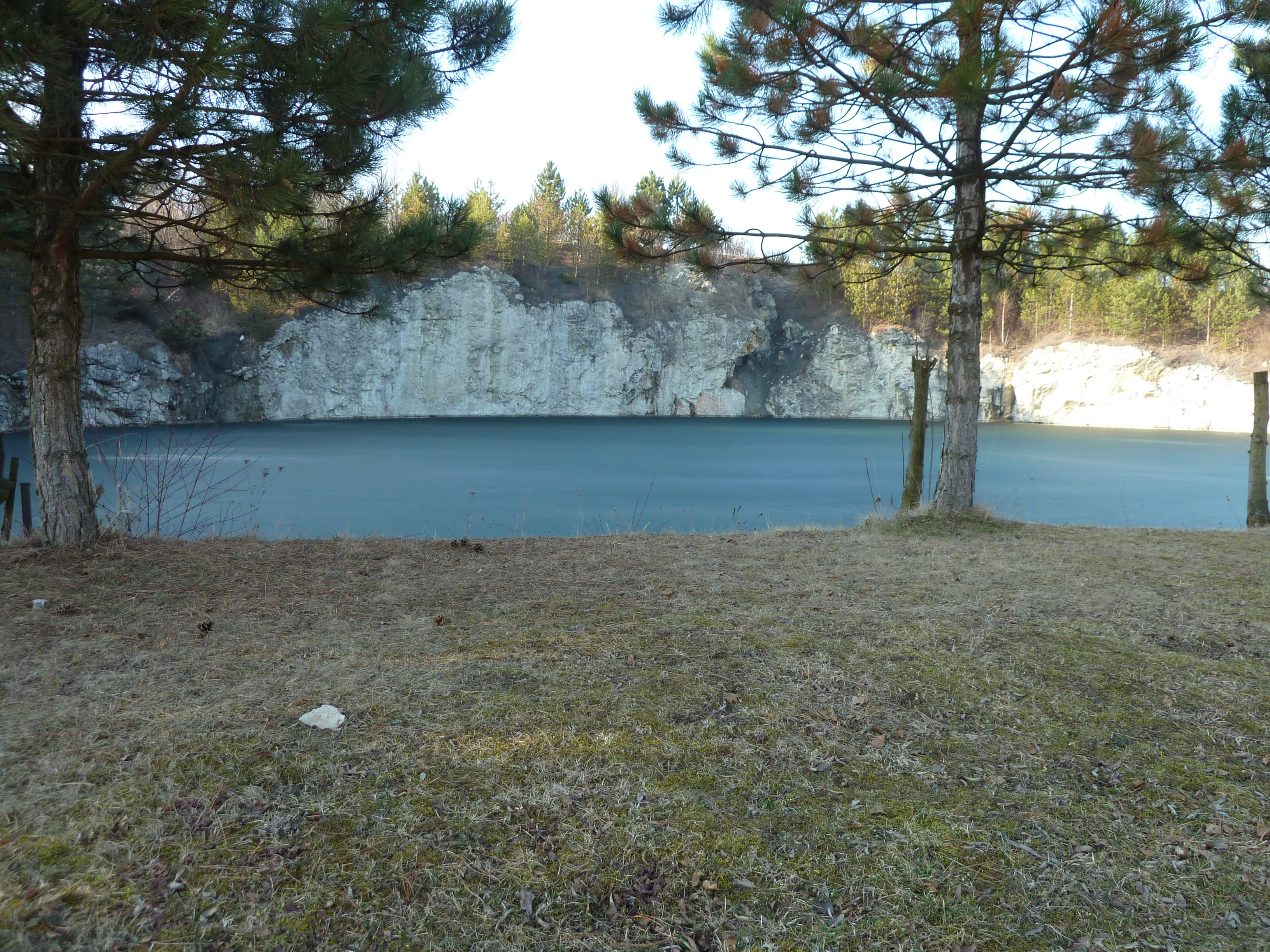